# Руки незнайомця
«Руки незнайомця» (англ. Hands of a Stranger) — американський телевізійний фільм-трилер 1987 року.

## Сюжет
Нью-йоркський поліцейський Джо Герн з відділу по боротьбі з наркотиками, розшукує мерзотника, який зґвалтував його дружину Мері. Ситуація ускладнюється тим, що на жінку напали в той момент, коли вона збиралася зрадити чоловікові з тренером свого сина.

## У ролях
| Актор              | Роль           |
| ------------------ | -------------- |
| Арманд Ассанте     | Джо Герн       |
| Блер Браун         | Діана Бентон   |
| Беверлі Д'Анджело  | Мері Герн      |
| Майкл Лернер       | капітан Чіріло |
| Філіп Каснофф      | Марті Лофтус   |
| Арлісс Говард      | Фелікс Лайтл   |
| Сем МакМюррей      | Пірсон         |
| Ірвінг Мецман      | Артур Кац      |
| Патриція Річардсон | Гелен          |
| Форест Вітакер     | сержант Делані |
| Бен Аффлек         | Біллі Герн     |
| Тоні Розато        | Ентоні Лігурі  |
| Гленн Пламмер      | Віллі Джонсон  |
| Анджело Різакос    | Кроуфорд       |
| Сара Поллі         | Сьюзі Герн     |
| Роберт Пастореллі  | Гендімен       |
| Алекс Бруханські   | Блустоун       |
| Кен Джеймс         | капітан Семпл  |
| Діана Белшоу       | міс О'Гара     |
| Джон Беар Кертіс   | Дорнфельдер    |